# Nicobarenkappitta
De nicobarenkappitta (Pitta abbotti) is een vogelsoort uit de familie van pitta's (Pittidae). Deze vogel is genoemd naar zijn ontdekker, de Amerikaanse natuuronderzoeker William Louis Abbott.

## Verspreiding en leefgebied
Deze soort komt voor op de Nicobaren.

## Status
De nicobarenkappitta komt niet als aparte soort voor op de lijst van het IUCN, maar is daar een ondersoort van de kappitta (P. sordida abbotti).